# Traysia
Traysia (港のトレイジア, Minato no Traysia) est un jeu de rôle développé par Telenet Japan et édité par Renovation Products, sorti sur Mega Drive en 1992.